# إريك إم. كونواي
إريك إم. كونواي (بالإنجليزية: Erik M. Conway) هو مؤرخ علوم أمريكي، ولد في 1965.